# 杰利·罗尔·莫顿
費迪南德·約瑟夫·拉莫特（Ferdinand Joseph LaMothe，1885年10月20日—1941年7月10日），以藝名傑利·羅爾·莫頓（英語：Jelly Roll Morton）著稱，是美國散拍與早斯爵士樂鋼琴演奏家、樂隊指揮和作曲家，出道於路易西安納州紐奧良。
莫頓被廣泛認定為早期爵士樂的關鍵人物，是爵士樂第一位編曲家，他在即興創作時可以保留其基本精神和特徵。他的作品《傑利·羅爾藍調》於1915年出版，是第一部出版的爵士樂作品。莫頓還寫了爵士經典曲《King Porter Stomp》、《Wolverine Blues》、《Black Bottom Stomp》和《I Thought I Heard Buddy Bolden Say》，最後一首是對20世紀初紐奧爾良音樂家的最後致敬。
莫頓聲稱自己在1902年發明爵士樂，引起了不滿。爵士歷史學家、音樂家和作曲家岡瑟·舒勒談到莫頓的“誇張斷言”時，表示“沒有相反的證據”，並且莫頓的“相當大的成就本身提供了合理的證據”。

## 生平
費迪南德·約瑟夫·拉莫特於1890年在路易斯安那州鄰近新奧爾良市中心的馬里尼近郊克里奧爾人社區內出生。父母雙方都可以將他們的克里奧爾血統追溯四代到18世紀。莫頓的確切日期和出生年份是不確定的，與19世紀新奧爾良出生的大多數嬰兒一樣，沒有為他頒發出生證明。要求公民出生證明的法律直到1914年才被執行。他的父母是泥水匠愛德華·約瑟夫（馬丁）·拉莫特，和家庭女工路易絲·赫曼斯·蒙尼特。當莫頓三歲時，他的父親離開了他的母親（他們從未結婚），當他的母親於1894年與威廉·穆頓結婚時，費迪南德接受了繼父的姓氏穆頓（Ｍouton）：將其英國化為莫頓（Morton）。他從小就表現出音樂天賦。12歲時，他患有抑鬱症; 在得到幫助之前，他遭受了一個月的痛苦。
莫頓十四歲的時候，開始在一家妓院演奏鋼琴。在那種氣氛中，他常常唱著沾沾自喜的歌詞；他取了一個綽號“傑利·羅爾”（Jelly Roll），那是非洲裔美國人對女性生殖器的俚語，並且延伸為女性情人。在那里工作時，他和他經常上教堂的曾祖母一起生活； 他告訴她自己在一家酒桶工廠擔任守夜人。當莫頓的祖母發現他在妓院演奏爵士樂之後，把他踢出家門。
1904年左右，莫頓開始在美國南部巡迴演出，參加吟遊詩人表演，包括威爾·本鮑的巧克力滴，同時也賭博和作曲。他的作品《Jelly Roll Blues》、《New Orleans Blues》、《Frog-I-More Rag》、《Animule Dance》和《King Porter Stomp》都是在此期間創作的。他於1910年到達芝加哥，1911年到達紐約市；在那裡後來成就非凡的詹姆斯·P·約翰遜和威利“獅子”史密斯注意到他的表演，在藍調流行前幾年即在北方廣泛播放。
1912年至1914年，莫頓與他的女友羅莎·布朗一起巡迴各地，進行歌舞雜耍表演，然後搬到芝加哥。到1914年，他開始寫下他的作品。1915年，他的《Jelly Roll Blues》可以說是有史以來第一部出版的爵士音樂作品，以樂譜記錄了新奧爾良的傳統，這些傳統被音樂家們小心翼翼地保護著。1917年，他跟隨樂隊領隊威廉·曼努埃爾·約翰遜和約翰遜的妹妹安妮塔·岡薩雷斯來到加利福尼亞州，莫頓的探戈作品《The Crave》在好萊塢轟動一時。
莫頓於1923年回到芝加哥，聲明他是剛出版散拍音樂《狼獾》（Wolverines）的作者，該曲後來成為《Wolverine Blues》而在該城市風行一時。他發行了他的第一張商業唱片，首先是鋼琴演奏，然後是作為鋼琴獨奏家和各種爵士樂隊合奏。
1926年，莫頓成功簽下了一份合同，為美國最大、最負盛名的唱片公司勝利留聲機公司創造唱片。這讓他有機會帶著一支訓練有素的樂隊在勝利芝加哥錄音棚裡演奏他的作品。這些錄音由「傑利·羅爾·莫頓與他的紅辣椒」樂團完成，被認為是1920年代爵士樂的經典之作。紅辣椒」樂團成員還有其他新奧爾良爵士樂手，如Kid Ory、Omer Simeon、George Mitchell、Johnny St. Cyr、Barney Bigard、Johnny Dodds、Baby Dodds和Andrew Hilaire。傑利·羅爾·莫頓和他的紅辣椒是MCA巡迴演出的首批演出之一。
1928年11月，莫頓在印第安納州蓋瑞與歌舞女郎梅布爾·伯特蘭德（1888-1969年）結婚。
那一年他們搬到了紐約市，莫頓繼續為勝利公司錄製唱片。他的鋼琴獨奏和三重奏唱片都很受歡迎，但他的樂隊錄音與芝加哥時期相比受到了影響，在那兒莫頓可以借助許多偉大的新奧爾良音樂家作副手。
隨著大蕭條和唱片業的近乎崩潰，RCA 勝利沒有延續1931年與莫頓的唱片合約。他繼續在紐約演出，但在經濟上陷入困境。他在1934年短暫地獲得了一個廣播節目的表演，然後在一個旅行滑稽表演的樂隊中巡迴演出以獲得穩定的收入。1935年，由弗萊徹·亨德森安排的莫頓30歲的作曲《King Porter Stomp》成為了班尼·古德曼的第一首歌和搖擺樂標準，但莫頓並沒有收到唱片的版稅。
1935年，莫頓搬到華盛頓特區的一個非洲裔美國人聚居的郊區肖爾，成為一家酒吧的經理和鋼琴演奏家，該酒吧先後稱為音樂盒、藍月亮旅館和叢林旅館。莫頓也是俱樂部的節目主持人、保鏢和調酒師。他在華盛頓住了幾年；俱樂部老闆允許所有朋友免費入場和喝酒，使得莫頓無法從業務上取得成功。
1938年，莫頓被音樂盒酒吧的一位朋友刺傷，頭部和胸部受傷。附近一家白人醫院拒絕對他進行治療，因為這個城市有種族隔離的設施。他被送往更遠的黑人醫院。當他在醫院時，醫生曾在他的傷口上冰敷了幾個小時。 他的傷口復原過程並不完整，此後常常生病，很容易呼吸困難。在這次事件發生後，他的妻子梅布爾要求搬離華盛頓。莫頓在紐約進行了一系列新的商業錄音。
惡化的哮喘使他一度到紐約醫院住院三個月。他在訪問洛杉磯期間持續患有呼吸問題，但仍攜帶一系列的新曲調手稿，並計畫組建新樂隊以重啟職業生涯。在洛杉磯縣總醫院住了11天後，莫頓於1941年7月10日去世。